# Rîtîkove, Sverdlovsk
Rîtîkove (în ucraineană Ритикове) este un sat în comuna Matviivka din raionul Sverdlovsk, regiunea Luhansk, Ucraina.

## Demografie
Componența lingvistică a localității Rîtîkove
     Rusă (57,29%)
     Ucraineană (42,71%)
Conform recensământului din 2001, majoritatea populației localității Rîtîkove era vorbitoare de rusă (57,29%), existând în minoritate și vorbitori de ucraineană (42,71%).